# Academie voor de Hebreeuwse Taal

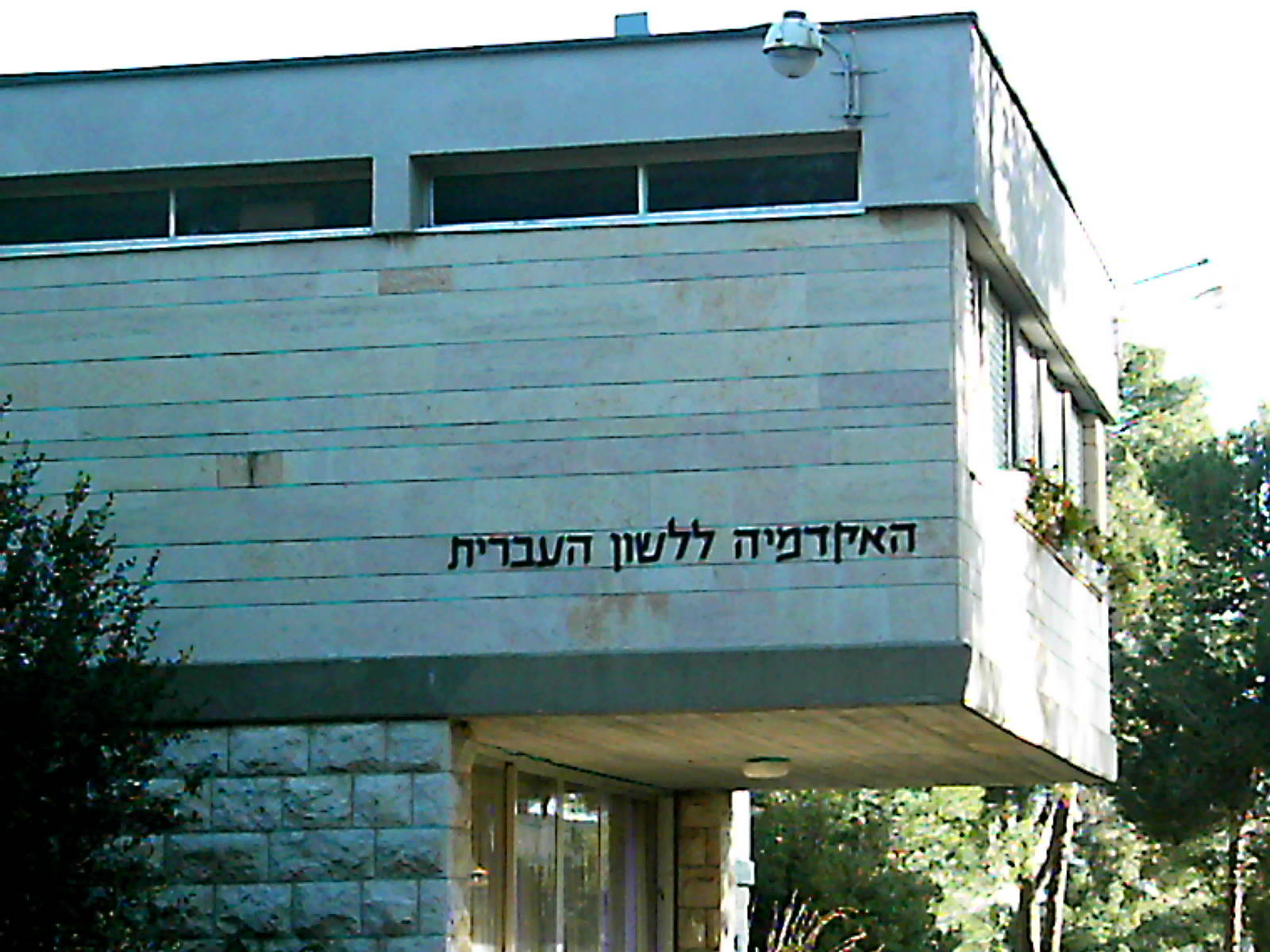
Academie voor de Hebreeuwse Taal

De Academie voor de Hebreeuwse Taal (Hebreeuws: הָאָקָדֶמְיָה לַלָּשׁוֹן הָעִבְרִית, Ha'Akademya La'Lashon Ha'Ivrit) werd opgericht door de Israëlische regering in 1953 als de "hoogste instelling voor de wetenschap over de Hebreeuwse taal". Het is de opvolger van de Hebreeuwse Taalcommissie (Vaʻad ha-lashon ha-ʻIvrit) die was opgericht in 1890 om de Hebreeuwse taal te moderniseren. De taalcommissie heeft duizenden woorden geschapen die tegenwoordig dagelijks gebruikt worden. De academie zet deze missie voort. Ze opereert vanuit de Hebreeuwse Universiteit van Jeruzalem en bestaat uit 23 leden, bijgestaan door 15 specialisten op deelgebieden zoals linguïstiek, jodendom en Bijbelstudie.